# Экранный эффект
Экранный эффект или эффект влияния земли — эффект резкого увеличения подъёмной силы крыла и других аэродинамических характеристик летательного аппарата при полёте вблизи экранирующей поверхности (воды, земли и др.). Открыт в середине 20-х годов XX века.
Экранный эффект — это та же воздушная подушка, только образуемая путём нагнетания воздуха не специальными устройствами, а динамически набегающим потоком воздуха. Таким образом, крыло аппаратов с экранным эффектом создаёт подъёмную силу не только за счёт уменьшения давления над верхней плоскостью (как у классических самолётов), но и за счёт повышенного давления под нижней плоскостью, создать которое возможно только на очень небольших высотах, то есть высотах численно меньших аэродинамической хорды крыла.
Эффект экрана связан с тем, что возмущения воздуха, распространяемые от крыла, достигают поверхности Земли, отражаются и успевают достичь крыла. Следовательно, растет давление под крылом за счет отраженной воздушной массы.
Чем шире крыло, меньше скорость полёта и высота — тем выше экранный эффект.
Например, максимальная дальность полёта экранолёта «Иволга» на высоте 0,8 м составляет 1150 км, а на высоте 0,3 метра с той же нагрузкой — уже 1480 км.
Традиционно на скоростях полётов самолётов у самой земли принято считать высотой действия экрана половину хорды крыла. Наиболее сильно экранный эффект проявляется у дельтапланов из-за малой полетной скорости (порядка 10 м/сек) и большой хорды крыла, а у достаточно больших экранопланов высота полёта с использованием экранного эффекта может достигать 10 и более метров.
Центр давления экранного эффекта (точка приложения подъемной силы от экранного эффекта) находится ближе к задней кромке, центр давления подъёмной силы, возникающей из-за несимметричности тела, обтекаемого потоком воздуха, — ближе к передней кромке. Поэтому, чем больше вклад экрана в общую подъёмную силу, тем больше центр давления смещается назад. Изменение только высоты либо только скорости приводит к проблемам балансировки. Крен вызывает диагональное смещение центра давления. Учитывая вышеизложенное, становится ясно, что управление экранопланом требует специфических навыков.